# 青春弒戀
《青春弒戀》（英語：Terrorizers）是一部於2021年上映的臺灣劇情、愛情片，由何蔚庭、胡至欣執導，林柏宏、李沐、陳庭妮、林哲熹、丁寧及姚愛寗主演。電影於2021年11月12日至14日在臺灣推出限定口碑場，於11月19日正式上映。

## 演員列表

### 主要演員
| 演員   | 角色   | 介紹 |
| 林柏宏 | 郭明亮 | 郭明亮，22歲的大學生，性格內向的他沈浸在電玩和網路世界。父母婚姻不睦分居多年，受不了因躁鬱症用藥成癮又酗酒的母親成天在家裡嘮嘮叨叨，於是在父親友人家裡租了一個房間。明亮的父親是個忙碌的富商，長年在外地工作，為了彌補對明亮的虧欠，經常送一些最流行也最貴的3C產品給他，明亮沈溺在這些奢侈品中，卻無法掩飾他的孤獨。明亮不太善於人際溝通，尤其無法和異性正常互動。 |
| 李沐   | 陳玉芳 | 陳玉芳，一個純淨善良的舞台劇女演員，為維持生計也同時在咖啡廳打工，看似柔弱順服的外表下藏著堅強的性格。她的爸爸是個正在發展政治前途的政治人物，玉芳媽媽離開幾年後準備再娶，對象是他的助理，玉芳能理解，但也開心不起來，因為這代表又有一個親人要離她遠去。玉芳與爸爸和另一個不熟的房客像是同住一個屋簷下的三個陌生人，而那個陌生的房客令她感覺不自在的是兩人的房間只隔著一道牆。直到她遇見一個溫暖又很風趣的男生小張，才開始感受到被重視、被珍惜。                                             |
| 陳庭妮 | Monica | Monica，或是可以叫她Missy，外表性感，擁有一種自然不做作的魅力。Monica和前男友為博取大量關注和賺更多錢，在成人網站將兩人性愛過程全程直播，她成為了該網站的知名網紅，令所有男性為之瘋狂，也讓她對奢侈的物質生活著迷。但她為追求表演夢想，決定和前男友分手，更急著想擺脫曾經是成人直播網紅的過去，加入了劇團，但Monica在劇團排練中不斷失誤，電影試鏡也始終無法得到錄取，讓她非常絕望。跟她同劇團的玉芳感受到她也一樣孤單無助，所以經常鼓勵安慰她，但Monica與玉芳之間似乎產生比朋友更多的情愫。  |
| 林哲熹 | 張東陵 | 張東陵，外號小張。年紀很小時就成了孤兒，由他母親的兄弟、單身未婚的王姓舅舅扶養長大。小張從小到大生活清苦，但是把他磨出了許多優點，幽默風趣又正向樂觀。他渴望能有幸福的家庭和穩定的生活，出海工作也是為了能更快地存到錢，沒想到誤打誤撞當了貨船上的助理廚師，也找到了自己喜歡做的事。他存夠了錢回到岸上，希望能過上夢想中穩定的居家生活，開一間屬於自己的餐廳。他覺得上天一定是聽到他的願望，讓他與年輕時心儀的女孩玉芳重逢，正當他以為能與玉芳順利的交往時，命運卻跟他們開了一個天大的玩笑。 |
| 丁寧   | 蕭姐   | 蕭姐，成熟性感的色情按摩女郎。天天以酒精麻醉自己來逃避夫離子散的現實。當有個大學生明亮像隻誤闖野狼巢穴的白兔，走進她的按摩店兼家裡，蕭姐被他既好奇又羞澀的樣子逗樂，決定開口問他：你要不要按摩？送你一節？ |
| 姚愛寗 | 綺綺   | 綺綺，未成年的女高中生，個性早熟、愛玩又叛逆，夢想著當一個角色扮演的職業玩家（Coser）。她習慣對男同學比利頤指氣使，更愛在男人面前證明自己很受歡迎，享受異性停在自己身上目光，於是她穿著最新拿到的性感武士裝誘惑著比利和明亮，想體驗接吻的快感，但她沒想到男人想要的，不只是接吻這麼簡單⋯⋯ |

### 其他演員
- 黃尚禾 飾演 David（Monica前男友）
- 洪都拉斯（洪勝德） 飾演 陳宏輝（議員，陳玉芳的父親）
- 葛丞 飾演 比利
- 廖欽亮 飾演 老楊 （綺綺的父親）
- 黃婕菲 飾演 楊嫂 （綺綺的母親）
- 湯志偉 飾演 郭明亮的父親
- 張東晴 飾演 Mandy
- 許時豪 飾演 Kevin
- 何如芸 飾演 惡作劇電話女子（聲音演出）

### 特別演出
- 信 飾演 Simon（製片商老闆）

## 發行
《青春弒戀》於2021年11月12日至14日在臺灣推出限定口碑場，於11月19日正式上映。
新加坡於2021年11月19日上映，香港於12月9日上映。

## 獲獎與提名
| 類別   | 頒獎日期       | 獎項       | 名字                   | 結果 |
| ------ | -------------- | ---------- | ---------------------- | ---- |
| 金馬獎 | 2021年11月27日 | 最佳導演   | 何蔚庭、胡至欣         | 提名 |
| 金馬獎 | 2021年11月27日 | 最佳女配角 | 陳庭妮                 | 提名 |
| 金馬獎 | 2021年11月27日 | 最佳新演員 | 李沐                   | 提名 |
| 金馬獎 | 2021年11月27日 | 最佳剪輯   | 何蔚庭、李蕙           | 提名 |
| 金馬獎 | 2021年11月27日 | 最佳音效   | 杜篤之、江宜真、陳冠廷 | 提名 |

## 製作團隊
- 導演：何蔚庭
- 出品公司：風度國際有限公司、中環國際娛樂事業股份有限公司、長龢有限公司 、 阿榮影業股份有限公司、台北市電影委員會、星泰國際娛樂股份有限公司、菊地健興業有限公司 、天使放大股份有限公司、齊石傳播有限公司聯合出品
- 製作公司：長龢有限公司 Changhe Films
- 發行公司：星泰娛樂
- 監製：胡至欣、尹慧文
- 聯合監製：吳明憲、饒紫娟
- 編劇：何蔚庭、宋康欣
- 行銷團隊：齊石傳播

## 外部連結
- 青春弒戀的Facebook專頁
- 青春弒戀的Instagram帳戶
- YouTube上的青春弒戀頻道
- 台灣電影網上《青春弒戀》的資料（繁體中文）